# روني غراهام
روني غراهام (بالإنجليزية: Ronny Graham)‏ مواليد 26 أغسطس 1919 في فيلادلفيا - الوفاة 4 يوليو 1999 في لوس أنجلوس، هو ممثل وكاتب سيناريو أمريكي بدأ مسيرته الفنية سنة 1959. من أعماله سبيسبولز. فاز بجائزة المسرح العالمي. امتدت مسيرته الفنية لأكثر من 40 عاما.

## روابط خارجية
- روني غراهام على موقع IMDb (الإنجليزية)
- روني غراهام على موقع أول موفي (الإنجليزية)
- روني غراهام على موقع قاعدة بيانات برودواي على الإنترنت (الإنجليزية)
- روني غراهام على موقع قاعدة بيانات برودواي على الإنترنت (الإنجليزية)
- روني غراهام على موقع قاعدة بيانات الأفلام السويدية (السويدية)
- روني غراهام على موقع ديسكوغز (الإنجليزية)
- روني غراهام على موقع قاعدة بيانات الفيلم (الإنجليزية)
- روني غراهام على موقع كينوبويسك (الروسية)